# Massaker von Zeret
Das Massaker von Zeret fand zwischen dem 9. und 11. April 1939 während des Abessinienkriegs statt. Soldaten des faschistischen Italien ermordeten in der Region Caia Zeret in der Provinz Shewa nordöstlich von Addis Abeba durch den Einsatz von Giftgas und durch Massenerschießungen eine unbekannte Anzahl von Menschen. Die Angaben über die Opferzahlen reichen dabei von 800 bis zu über 5.500 Menschen, darunter Frauen und Kinder.

## Vorgeschichte

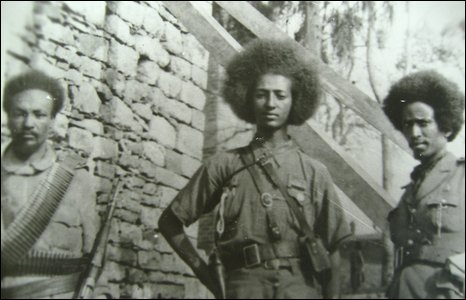
Äthiopische Widerstandskämpfer, sogenannte Arbenuoch

Nach der Besetzung Addis Abebas am 5. Mai 1936 durch die von Pietro Badoglio angeführten Truppen und der vollmundigen Verkündung des italienischen Sieges, machte sich die italienische Besatzungsmacht daran, auch das übrige Abessinien zu befrieden. Der zentralen abessinischen Provinz Shewa, von den Italienern Scioa bezeichnet, zu der auch die Hauptstadt Addis Abeba gehörte, kam dabei eine besondere Bedeutung zu. Gerade in dieser Region hatte sich von Anfang an, der von einer breiten Bevölkerungsschicht getragene äthiopische Widerstand bemerkbar gemacht. So wurde die Hauptstadt Ende Juli 1936 gleich von mehreren äthiopischen Widerstandsgruppen den sogenannten Arbagnoch (dt. Patrioten) angegriffen. Die Italiener reagierten mit einer Reihe von Polizeiaktionen, die über das ganze Land verstreut zyklisch bis zum italienischen Kriegseintritt in den Zweiten Weltkrieg im Juni 1940 vorgetragen wurden.
Angeführt wurde die Widerstandsbewegung in der Provinz Shewa von Haile Mariam Mammo und Ras Abebe Aragai. Letzterer war unter Haile Selassie Polizeichef der äthiopischen Hauptstadt gewesen und wurde von den Italienern als kleiner Negus bezeichnet. In den ersten beiden Besatzungsjahren führten die Italiener unter dem Statthalter und Vizekönig von Abessinien Rodolfo Graziani zahlreiche Aktionen gegen die als Rebellen bezeichneten Widerstandskämpfer durch, darunter die Massaker von Addis Abeba und Debre Libanos 1937, denen mehrere tausend Menschen zum Opfer fielen. Nichtsdestotrotz konnte der äthiopische Widerstand weder gebrochen noch entscheidend geschwächt werden.
Nach der Ablösung Grazianis durch Amedeo von Savoyen-Aosta 1938 änderte sich die offizielle Haltung Italiens und man versuchte mit Ras Aragai zu verhandeln. Die Verhandlungen zogen sich bis März 1940 hin. Das Ziel den Widerstand mittels Verhandlungen zu lähmen, gelang nicht. Vielmehr war es Amadeus von Savoyen, dem zunehmend die Zügel aus der Hand glitten und der ab 1939 de facto in den Schatten von General Ugo Cavallero, dem militärischen Oberbefehlshaber in Italienisch-Ostafrika, rückte. Letzterer hielt nichts von Diplomatie, verstärkte die Aktionen gegen die vermeintlichen Rebellen und schreckte auch, ganz im Sinne Grazianis, vor Gewaltexzessen nicht zurück.

## Polizeiaktionen in Shewa
Zwischen Februar und April 1939 fanden nordöstlich von Addis Abeba in der Region Mens und Marabetiè größere Aktionen gegen den Widerstand statt, mit dem Ziel Aragai zu verhaften oder unschädlich zu machen. Vorausgegangen war eine Besprechung zwischen Cavallero und Oberst Orlando Lorenzini am 21. Februar 1939, in der vereinbart wurde, sich nicht unnötig mit Repressalien aufzuhalten, um nicht unnötig Zeit bei der Jagd nach Aragai zu verlieren, was allerdings nicht immer eingehalten wurde.
Zu ersten Zusammenstößen mit den äthiopischen Rebellen kam es bereits am 23. und 25. Februar. Allein die Anzahl der Toten, 97 auf Seiten der Äthiopier sowie 24 Askari auf Seiten der Italiener, zeigt, dass sich hinter diesen als Polizeiaktionen bezeichneten Unternehmungen militärisch organisierte Operationen versteckten. Bei einem weiteren Treffen in Addis Abeba zwischen Cavallero und Lorenzini wurde am 7. März eine große Operation um Debre Berhan beschlossen. Ein Angriff auf die von Aragai angeführte etwa zwei- bis dreitausend Mann starke Rebellengruppe am 14. März, forderte nach offiziellen italienischen Angaben 311 Tote. Laut italienischen Stellen handelte es sich dabei um Nachschubeinheiten. Vermutlich wurde aber die Nachhut von Aragais Truppe getroffen, die sich erfahrungsgemäß aus Familienmitgliedern der Widerstandskämpfer und Flüchtlingen zusammensetzte. In den folgenden Tagen wurden weitere „Razzien“ durchgeführt, wobei aufgrund des unwegsamen Geländes auch auf die Luftwaffe zurückgegriffen wurde. Auf Ratschlag des Oberbefehlshabers der italienischen Luftstreitkräfte in Italienisch-Ostafrika General Gennaro Tedeschini Lalli beschränkte sich die Luftwaffe nicht nur auf den Abwurf von konventionellen Sprengbomben, sondern warf auch mit Senfgas gefüllte Bomben auf vermeintliche Verstecke der Rebellen ab. Den Giftgasangriffen fielen dabei nicht nur Widerstandskämpfer, sondern auch Frauen und Kinder zum Opfer, traf aber versehentlich auch eigene Truppen.
Mussolini beglückwünschte die Aktion in Shewa und ordnete die vollständige Niederschlagung des Aufstandes an. Einmal unterdrückt solle man sich anschließend der Rebellion in Asmara zuwenden. Bis Ende März waren auf Seiten der Äthiopier über 1000 Tote zu verzeichnen, während auf Seiten der Italiener zwei Offiziere, vier Soldaten und 47 Askari gefallen waren. Laut den offiziellen Berichten wurde auf Massenexekutionen verzichtet, um die Befriedung voranzutreiben. Übergriffe auf die Zivilbevölkerung, Plünderungen und Brandschatzungen waren aber in Wahrheit gang und gäbe. Mit der Übernahme des Kommandos in der Region Nordost-Shewa durch Lorenzini am 1. April nahmen die Repressalien sowohl in ihrer Anzahl als auch an Härte noch zu. In dieser zweiten Phase wurde keine Rücksicht mehr auf die Zivilbevölkerung genommen.

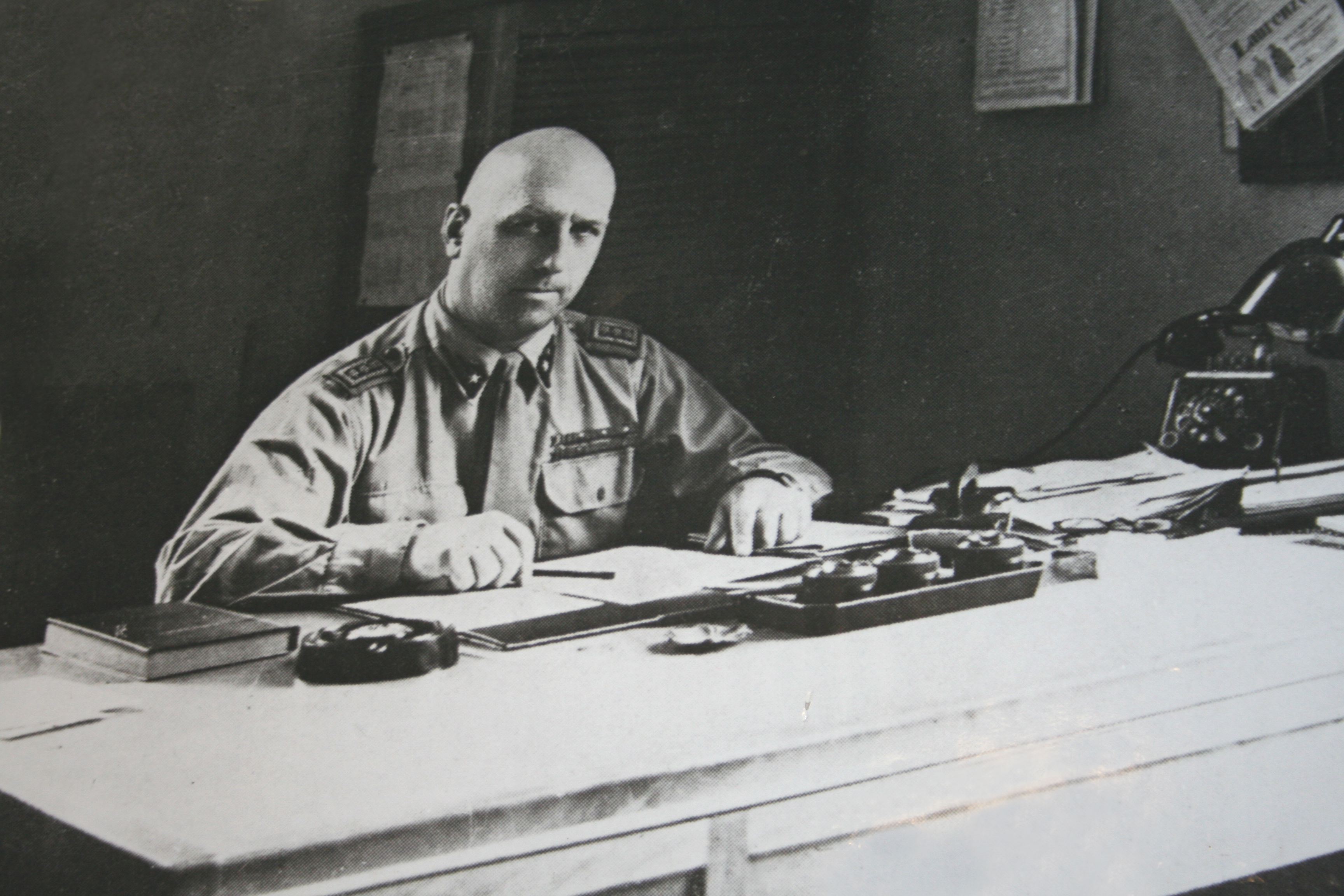
Gennaro Sora, befehlshabender Offizier während der Aktion in Zeret

## Belagerung der Höhle
Am 30. März spürten italienische Aufklärungsflugzeuge im nördlichen Shewa eine größere Gruppe von Rebellen auf. Von den Italienern als Nachschubeinheiten von Abebe Aragai definiert, handelte es sich größtenteils um Verwundete, Alte, Frauen und Kinder, die von einigen bewaffneten Rebellen unter der Führung von Tesciommè Sciangut (auch Tashoma Shankut) begleitet wurden. Um sich der weiteren Verfolgung entziehen, zog sich die Gruppe in ein Höhlensystem in der Region Caia Zeret südwestlich des Ortes Mehal Meda im Woreda Menz Lalo Midir zurück. Die Gruppe glaubte sich in der Höhle von Zeret, in Äthiopien auch als Amesegna Washa bekannt, in Sicherheit, da der schmale Zugangsweg zu dem in einer Felswand gelegenen Höhleneingang am Rand eines Hochplateaus leicht zu überwachen und zu verteidigen war. Der etwa 40 m breite Höhleneingang lag unter einer etwa 50 m hohen überhängenden Felswand auf einer Höhe von etwa 3000 m und war durch eine Trockenmauer zusätzlich geschützt worden.
Lorenzini hatte unterdessen seinen Bodentruppen befohlen, die Verfolgung aufzunehmen, die Gruppe aufzuspüren und einzukesseln. Nachdem das Versteck ausgemacht worden war und nach einigen Tagen der Belagerung keine Fortschritte zu verzeichnen waren, wurde um Artillerieunterstützung gebeten. Daraufhin wurde zwei auf Tragtieren zerlegte 65-mm-Gebirgsgeschütze herangeführt und in Stellung gebracht. Bei der folgenden Beschießung wurde die Trockenmauer teilweise zum Einsturz gebracht, während andere Artilleriegeschosse im Inneren der Höhle explodierten. Nachts wurde der Zugangsweg von Maschinengewehren unter Beschuss genommen, um den einzigen Fluchtweg aus der Höhle abzuriegeln.
Eine Anfrage Lorenzinis beim italienischen Oberkommando nach Flammenwerfern wurde am 3. April abgelehnt. Zuvor hatte der vor Ort befehlende Oberstleutnant Gennaro Sora, ein im Ersten Weltkrieg mehrfach ausgezeichneter Alpini-Offizier, der 1928 an der Rettungsaktion der Überlebenden des Absturzes des Luftschiffes Italia beteiligt war und von Mussolini zum Volkshelden ernannt worden war, übermittelt, dass den in der Höhle eingeschlossenen Rebellen, die über ausreichend Wasser und Verpflegung verfügten, nur mit dem Einsatz von Flammenwerfern beizukommen sei. Fallen gelassen wurde auch, den Höhleneingang zu sprengen und die Rebellen in der Höhle lebendig zu begraben.
Der Versuch über Verhandlungen zum Erfolg zu kommen, in denen zugesichert wurde, die Frauen und Kinder abziehen zu lassen, falls sich die Rebellen widerstandslos ergeben würden, scheiterten ebenso. In der Nacht auf den 5. April versuchten die Widerstandskämpfer mit einem Ablenkungsmanöver vergeblich die italienischen Belagerer von der Höhle wegzulocken.
In den nachfolgenden Tagen griffen die Italiener ihrerseits die in der Höhle verschanzten Äthiopier mehrmals an, konnten aber keine Entscheidung herbei zwingen. Vielmehr mussten sie wie die Belagerten, die Leichen aus der Höhle warfen, Verluste hinnehmen. Eingeschlossene Zivilisten, die aus der Höhle flüchten wollten, wurden gefangen genommen an den Rand der Felswand gebracht und von Maschinengewehrsalven niedergemäht. Ein Ausbruchsversuch der Rebellen am 7. April scheiterte im italienischen Sperrfeuer.

## Giftgaseinsatz und Exekutionen
Um eine Entscheidung herbei zu zwingen, fragte Sorra die Unterstützung der chemischen Kampfmitteltruppe an. Daraufhin brach von Massaua ein aus zehn Mann bestehender Kampfmittel-Zug der Division Granatieri di Savoia in Richtung Debre Berhan auf, der 100 mit Arsen gefüllte Artilleriegranaten Kaliber 65/17 sowie eine mit 212 kg Senfgas gefüllte C.500.T-Fliegerbombe mit sich führte.
Bevor es über Debre Berhan auf dem letzten Stück auf Maultieren nach Caia Zeret ging, das man zwei Tage später am 8. April erreichte, wurde das Senfgas in zwölf kleinere Tonnen umgefüllt. Auf dem Weg dorthin musste eine der mit Senfgas gefüllten Tonnen aufgegeben werden, nachdem der Behälter undicht geworden war. Dabei trug ein italienischer Unteroffizier Verätzungen davon, die behandelt werden mussten.
In einer Lagebesprechung am Abend des 8. April wurde der Plan für den Giftgasangriff ausgearbeitet. Laut den 2010 veröffentlichten Aufzeichnungen von Alessandro Boaglio, ausführender Unteroffizier des Giftgaseinsatzes, sah der Plan vor, dass die mit Senfgas gefüllten Tonnen noch vor Morgengrauen vom Rand des Hochplateaus bis auf die Höhe des Höhleneingangs abgeseilt und schließlich mit zuvor angebrachten Sprengladungen gesprengt werden sollten. Zugleich sollte ein Geschütz den Eingang mit Arsengranaten unter Beschuss nehmen, während der Zugangsweg von einem schweren Maschinengewehr unter Feuer genommen werden sollte, falls jemand wagte, aus der Höhle auszubrechen.

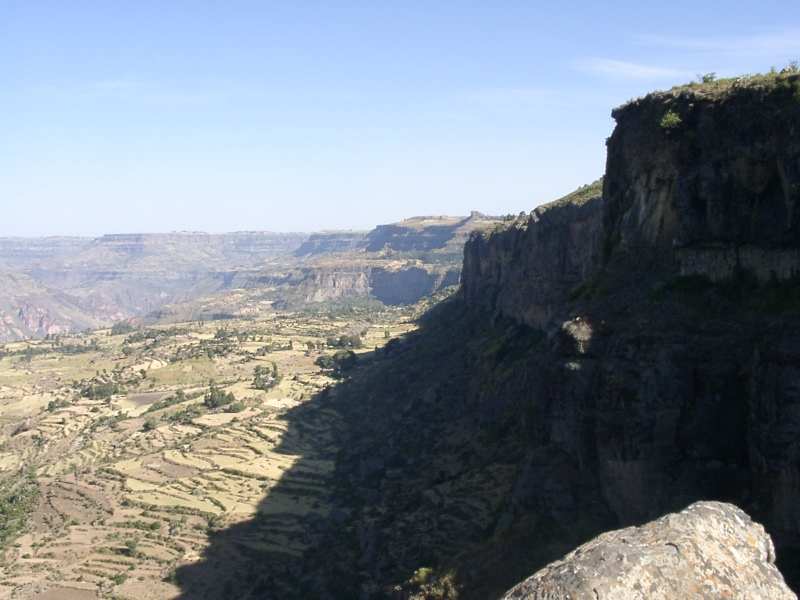
Das von Canyons durchzogene Hochland im nördlichen Shewa, ähnlich dem Schauplatz des Massakers

Laut Pioselli zeugt der umständlichen Plan von einer gewissen Planlosigkeit des Giftgaseinsatzes. Klar war, welche Auswirkungen das Giftgas haben könnte, es bestanden aber keine klare Vorstellung darüber, welche Ziele mit dem Einsatz erreicht werden sollten. So sollte das Reizgas Arsen die Äthiopier dazu veranlassen, die Höhle zu verlassen und das Senfgas, so Boaglio, den Zugangsweg kontaminieren, so dass eine Flucht ausgeschlossen war. Außer Zweifel stand aber, dass das auf Höhe des Höhleneingangs ausgelassene Senfgas auch in der Höhle seine Wirkung entfachen sollte.
Nachdem der Plan am Morgen des 9. April so ausgeführt worden war, rührte sich vor den Augen der Italiener zunächst wenig. In der Höhle müssen sich aber dramatische Szenen abgespielt haben, wie aus äthiopischen Augenzeugenberichten hervorgeht. Atemnot, Erstickungsgefühle, brennende Augen sowie Erblindungen trieben laut der Berichte einige in den Wahnsinn, so dass sie sich gegenseitig anfielen und töteten. Andere fielen einfach zu Boden und starben. Niemand machte sich die Mühe die Opfer zu zählen, so dass die Anzahl der Opfer des Giftgaseinsatzes unbekannt ist.
Trotzdem gab es weiterhin keine Anzeichen, dass sich jemand ergeben würde. Unterstützt durch einen von einer anderen Rebellengruppe vorgetragenen Scheinangriff in der Nacht auf den 10. April, gelang es Tesciommè Sciangut mit 15 weiteren Rebellen trotz des einsetzenden italienischen Sperrfeuers auszubrechen. Nachdem ein weiterer Ausbruchsversuch in der darauffolgenden Nacht gescheitert war, ergaben sich die Überlebenden schließlich am Morgen des 11. April.
Die Überlebenden wurden nach Männern, Frauen und Kindern getrennt. Während die 153 Frauen und 135 Kinder in die Nähe des italienischen Lagers gebracht wurden, führte man 800 Männer, darunter auch zehnjährige Jungen, an den Rand des Hochplateaus. In Gruppen zu 50 wurden letztere an die senkrecht abfallende Kante gebracht, mit Maschinengewehrsalven niedergemäht und in den Abgrund geworfen, darunter auch diejenigen, die nicht sofort tot waren. Die vom Senfgas verätzten oder durch Granatsplitter verletzten Frauen und Kinder erlagen später zum Teil ihren schweren Verletzungen.
Nach der Dekontamination der Höhle wurde sie am 13. April durchkämmt. Neben zahlreichen Leichen und Tierkadavern wurden 63 Überlebende, darunter 21 Frauen und Kinder gefunden. Die 42 überlebenden Männer wurden ebenfalls exekutiert. Lorenzini meldete am 14. April nach Addis Abeba, dass er mit dem Gedanke spiele, den Höhleneingang zu sprengen, da der Leichengestank eine vollständige Erkundung der weitläufigen Höhle unmöglich mache. Am 15. April war die Erkundung immer noch nicht abgeschlossen und in einigen Bereichen leisteten einige Äthiopier hinter Leichenbergen verschanzt immer noch Widerstand. Am gleichen Tag meldete Sora, dass seit Beginn der Belagerung am 3. April 924 „Banditen“ getötet und 360 Gefangene, darunter Frauen und Kinder, gemacht worden seien. Die eigenen Verluste wurden mit 17 Toten und 59 Verletzten angegeben.

## Forschungsgeschichte
Die Razzien, die von der italienischen Besatzungsmacht gegen den äthiopischen Widerstand ab 1936 durchgeführt wurden, sind seit langem dokumentiert. Auch die Aktion in Zeret wurde bereits in der von Ugo Cavallero 1940 veröffentlichten Schrift über die militärischen Einsätze in Italienisch-Ostafrika (Gli avvenimenti militari nell’impero) beschrieben. Cavallero schweigt sich dabei aber über die Massenexekutionen ebenso aus, wie über den Einsatz von Giftgas. In der 1965 veröffentlichten Biografie von Gennaro Sora, die zum Großteil auf handschriftlichen Notizen Soras beruht, ist dem Ereignis in Zeret ein eigenes Kapitel gewidmet. Wie bei Cavallero werden aber weder der Giftgaseinsatz noch das Massaker erwähnt, auch wenn der Abschnitt über Zeret zahlreiche Details beinhaltet.
Erste Hinweise auf die in Zeret begangenen Kriegsverbrechen waren in der zwischen 1949 und 1950 vom äthiopischen Justizministerium den Vereinten Nationen vorgelegten Dokumentation über die italienischen Kriegsverbrechen (Documents on italian War Crimes submitted to the United Nations War Crimes Commissin) enthalten, die sowohl italienische Dokumente als auch äthiopische Zeugenaussagen beinhaltete. Der Journalist und Historiker Angelo Del Boca benutzte für seine Arbeiten über die italienisch-äthiopischen Konflikte zwar diese Unterlagen, konzentrierte sich aber auf die Massaker von Addis Abeba und Debra Libanos. 2001 veröffentlichte der Historiker Richard Pankhurst in der von Angelo Del Boca geleiteten Zeitschrift Studi Piacentini die Aussagen von drei äthiopischen Widerstandskämpfer, die im April 1939 Augenzeugen der Ereignisse in Zeret waren.
Eine erste umfassende Aufarbeitung des Massakers lieferte der Historiker Matteo Dominioni, der bei seiner Arbeit über die italienische Kolonialzeit in Äthiopien auf bislang unveröffentlichte Dokumente gestoßen war. Im April 2006 gelang es ihm auch mit Hilfe äthiopischer Historiker den Ort des Massakers in der Region Amhara auszumachen und zu erkunden. In der Höhle fanden sich zahlreiche Spuren, darunter auch menschlichen Überreste, die keinen Zweifel zuließen, dass es sich um den Ort des Massakers handeln musste. Nachdem der Essayist Paolo Rumiz in der italienische Zeitung La Repubblica von den Nachforschungen Dominionis berichtet hatte, wurden die Ereignisse um Zeret auch einem breiteren Publikum bekannt.
Durch die ausführliche Beschreibung des Massakers in den Tagebuchaufzeichnungen von Alessandro Boaglio konnte weitere Details für die Rekonstruktion der damaligen Abläufe ergänzt werden. Boaglios Sohn war nach der Veröffentlichung des Dominioni verfassten Aufsatz an den Autor herangetreten und hatte ihm Einsicht in die Aufzeichnungen seines Vaters gewährt. In seinem 2008 erschienenen Buch Lo sfascio dell’impero: gli italiani in Etiopia, 1936–1941 (dt. Der Zusammenbruch des Imperiums: die Italiener in Äthiopien 1936–1941) verarbeitete Dominioni die Aufzeichnungen Boaglios. Nach dem Erscheinen des Buches wurde der Autor vom Veteranenverband der Alpini (Associazione Nazionale Alpini) heftig angegriffen, der eine Verantwortung des als Nationalhelden verehrten Alpini-Offiziers Gennaro Soras an dem Massaker ausschloss. Auch das 2010 vom italienischen Generalstab herausgegebene Werk über die italienische Besatzungszeit in Äthiopien versuchte die Ergebnisse Dominionis zu beschönigen und bezweifelte, dass das Giftgas die von Dominioni beschriebenen Auswirkungen gezeigt hätte, da die archivierten Dokumente keine derartigen Schlüsse zulassen würden. Die Aufzeichnungen des Augenzeugen Boaglio sowie äthiopischer Zeitzeugen wurden dabei außer Acht gelassen.

## Schlachtfeldarchäologie
Nachdem der Ort des Massaker eindeutig ausgemacht worden war, wurde die Höhle von Zeret mehrmals zu Forschungszwecken aufgesucht. Eine archäologische Untersuchung der Höhle fand 2009 statt, deren Ergebnisse 2011 veröffentlicht wurden.
Bei ihrer Felduntersuchung fiel den Archäologen zunächst eine große Anzahl von Fundstücken auf, die den Schluss zuließen, dass sich eine große Anzahl von Frauen in der Höhle aufgehalten haben muss. Die äthiopische Guerilla nutzte Frauen nicht nur als Trägerinnen. In der stark von Rollen geprägten amharischen Gesellschaft waren sie aber vor allem mit der Zubereitung von Speisen, dem Mahlen von Getreide, dem Spinnen oder mit dem Beschaffen von Wasser betraut. Die Arbeitsteilung ist so tief in der amharischen Kultur verankert, dass sie auch unter ungewöhnlichen Umständen aufrechterhalten wird. Dutzende von Mahlsteine, mehrere in Resten erhaltene Kochstellen und Getreidespeicher, unzählige Keramikscherben, Körbe, Baumwollreste etc. belegen nicht nur die Präsenz von Frauen und die große Anzahl von Personen, die sich hier aufgehalten haben müssen, sondern unterstreichen auch, dass alles auf einen längeren Aufenthalt ausgelegt war. Angesichts der Zerstörungskraft, die das italienische Militär aufbieten konnte, suchte man automatisch Schutz unter der Erdoberfläche. Nach dem äthiopischen Dozenten Endaylalu der Universität Debre Berhan lebte die Bevölkerung der Umgebung bereits seit Beginn der italienischen Besetzung Abessiniens in der Höhle.
Die Fundstücke geben interessante Einblick in das Leben einer von der Guerilla genutzten Basis. Sie zeigen welch wichtigen Beitrag Frauen im äthiopischen Widerstand leisteten. Ein Beitrag, der in zeitgenössischen Dokumenten und Zeitzeugenberichten sonst nicht weiter erwähnt wird.
Die in der Höhle hinterlassenen Spuren lassen aber auch Vermutungen über die damaligen Ereignisse zu, die sonst nicht dokumentiert sind. So wurde in unmittelbarer Nähe des Höhlenausgangs ein von mehreren Experten eindeutig identifizierter Sicherungsstift einer italienischen 2 kg Brandbombe gefunden. Ein Einsatz von Brandbomben ist allerdings nirgends erwähnt. In der Höhle konnten Skelett- und mumifizierte Körperteile von insgesamt 18 Personen nachgewiesen werden, darunter Frauen, Kinder und Ältere. Die Knochen wiesen zum Teil deutliche Bruch- und Nagespuren vermutlich von Hyänen auf. Das sich Tiere an den Toten zu schaffen machten, ist womöglich auch der Grund dafür, dass die Skelette nicht vollständig erhalten sind. Die in der Höhle zahlreich gefundenen Kleider- und Stoffreste weisen zum Teil unerklärliche Brandspuren auf, während die Kochstellen und die Getreidespeicher eindeutig mutwillig zerstört wurden. Hinweise auf Plünderungen und Zerstörungen durch die italienischen Kolonialtruppen nach der Eroberung der Höhle gibt bereits Boaglio in seinen Aufzeichnungen. Die Praxis der verbrannten Erde, ohne grundsätzlich zwischen Zivilisten oder Kämpfer zu unterscheiden, war im Kampf gegen den äthiopischen Widerstand gang und gäbe und wurde in Zeret von den Italienern ohne Zweifel angewendet.

## Opferanzahl
Die Fundstücke in der Höhle lassen allerdings keine Aussage über die Anzahl der Opfer zu. Endaylalu spricht von über 5500 Opfern, die bei dem Gasangriff und den anschließen Massenexekutionen in Zeret getötet wurden. Seine Zahl basiert auf der Aussage eines Überlebenden, er gibt aber zu, dass es unterschiedliche Angaben über die Opferanzahl gibt und nennt als Beispiel die schriftlichen Memoiren des Anführers der in der Höhle verschanzten Widerstandskämpfer, Tesciommè Sciangut. Letzter schätzte, dass dem italienischen Angriff über 3000 Menschen zum Opfer fielen. Dominioni geht anhand der Anzahl der in der Höhle gefundenen Getreidespeicher und der so angelegten Vorratsmenge davon aus, dass der Angriff insgesamt zwischen 1200 und 1500 Menschen das Leben kostete. Er verweist aber auch darauf, dass einige ältere Einwohner in den Dörfern der Umgebung von 2000 bis 3000 Toten sprechen. Aus den in den italienischen Archiven aufgefundenen Dokumenten geht hervor, dass 800 Rebellen bei den Massenexekutionen am 11. April erschossen wurden. Angaben über die Opfer des Giftgaseinsatzes fehlen. Sora meldete seinen Vorgesetzten am Ende der Aktion 924 tote „Banditen“, die seit Beginn der Operation bei den Kampfhandlungen in und vor der Höhle getötet worden seien. Aus der Meldung geht allerdings nicht hervor, ob diese Zahl auch die Opfer der Massenexekutionen beinhaltet oder nicht.